# 귀도 마리니

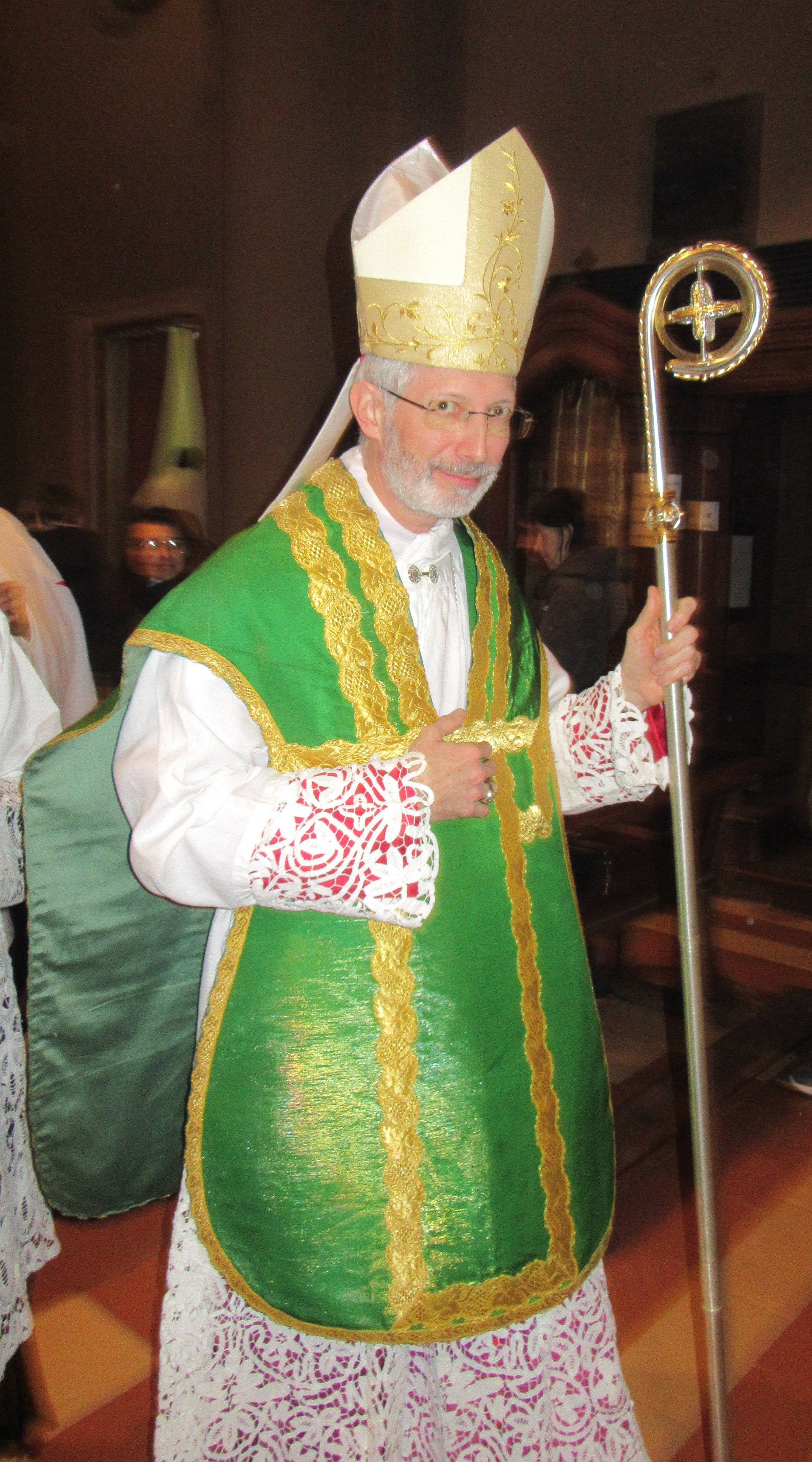

귀도 마리니(이탈리아어: Guido Marini, 1965년 1월 31일 - )는 로마 가톨릭교회의 몬시뇰이다. 현재 교황 전례원장(Maestro delle Celebrazioni Liturgiche Pontificie)을 지내고 있다. 과거에 제노바 대교구의 참사회원을 지낸 바 있다.
2021년 10월 17일 Tortona의 주교로 서품되었다.